# Che stai dicenn
Che stai dicenn è un singolo del rapper Italiano Luchè, pubblicato il 1º luglio 2022 come primo estratto dalla riedizione del quinto album in studio Dove volano le aquile.

## Descrizione
Il brano vede la collaborazione del rapper Paky e la produzione di Sick Luke.

## Tracce
Testi di Luca Imprudente e Vincenzo Mattera, musiche di Luca Barker.
1. Che stai dicenn – 3:07